# ウルズラ・フォン・デア・ライエン
ウルズラ・ゲルトルート・フォン・デア・ライエン（独: Ursula Gertrud von der Leyen、1958年10月8日 - ）は、ドイツの医師、政治家。ドイツキリスト教民主同盟（CDU）ならびに欧州人民党（EPP）所属。欧州委員会委員長（第13代、第14代）。
ニーダーザクセン州社会・婦人・家族・保健大臣、ドイツ連邦共和国家族・高齢者・婦人・青少年大臣（第1次メルケル内閣）、CDU副党首（2010年〜2019年）、ドイツ連邦共和国労働・社会大臣（第2次メルケル内閣）、ドイツ連邦共和国国防大臣（第3次メルケル内閣、第4次メルケル内閣）を歴任した。

## 来歴

### 生い立ち
ベルギーブリュッセル首都圏地域のイクセルで生まれる。父エルンスト・アルブレヒトは、彼女が生まれたころに欧州石炭鉄鋼共同体で働いており、のちにニーダーザクセン州首相（CDU所属）を務めた。叔父ゲオルゲ・アレクサンダー・アルブレヒトと従兄弟のマルク・アルブレヒトは音楽指揮者。ウルズラは6人姉弟で、弟のハンス・ホルガー・アルブレヒトはDeezer社CEO等を務めた実業家である。
1977年、アビトゥーアに合格し、ゲッティンゲン大学とミュンスター大学で経済学を学ぶが、1980年に中断した。1978年にはロンドン・スクール・オブ・エコノミクスに留学している。

### 医師として
1980年、ハノーファー医科大学に転じて医学を学び始め、1987年に医師国家試験に合格し、医師としてのインターンを終えた。その後母校で婦人科の助手を務める。1991年に医学博士号を取得。
1986年に医学教授で経営者でもあるハイコ・フォン・デア・ライエンと結婚した。1992年に第3子を出産したのち、一家はアメリカ合衆国に移った。1999年に生まれた末子を合わせて7子がある。1996年にドイツに帰国し、同年より2002年まで母校ハノーファー医科大学の疫学・社会医学・保健システム研究部で助手を務めた。2001年には公衆衛生学修士号を取得している。

### 地方の政界入り
1990年、キリスト教民主同盟（CDU）に入党。1996年から1997年まで、CDUニーダーザクセン支部の社会政策委員会委員を務める。続いて、CDUニーダーザクセン支部医師会に属した。2001年から2004年までゼーンデ市議会議員に選出され、CDU 議員団長を務める。同時期、ハノーファー郡議会議員を務め、議会の保健・病院委員会会長を務めた。
2003年3月、ニーダーザクセン州首相クリスティアン・ヴルフ内閣に社会・婦人・家族・健康相として入閣した。在任中、強い抗議にもかかわらず失明者に対する補助金を廃止して批判を浴びた。2003年より2005年までニーダーザクセン州議会議員を務める。2004年12月のCDU党大会では、予想に反してCDU執行部員に選出された。2005年2月よりCDUの「両親・子供・仕事」委員会の委員長を務める。

### 家族・高齢者・女性・青少年大臣

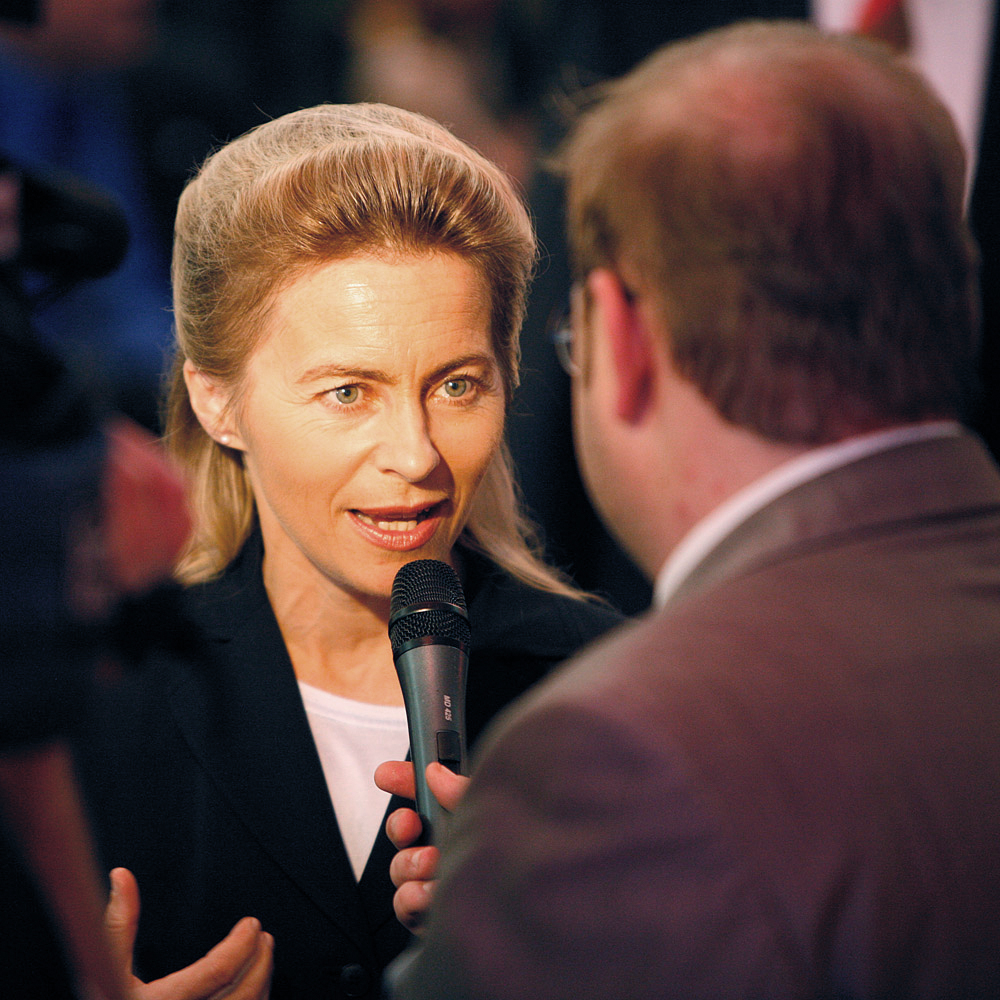
インタビューに答えるフォン・デア・ライエン（2006年）

2005年8月、CDU党首アンゲラ・メルケルの2005年ドイツ連邦議会選挙の選挙対策チームに家族・保健政策担当として招聘された。選挙後の2005年11月、第1次メルケル内閣に家族・高齢者・女性・青少年相として入閣する。

#### 子供手当制度導入
2007年1月、従来の養育補助金制度を廃止して子供手当制度を導入した。

#### 保育所増設をめぐる論争
同年、保育所の大増設を提案したため、あるべき家族の姿をめぐって論争を巻き起こすことになった。保育所増設の主張に対して、キリスト教社会同盟（CSU）を中心とする与党から「伝統的家族観を捨て去ったもので、従来の支持層が離反する」と批判が巻き起こったのに対し、首相メルケルをはじめとする党執行部や連立相手のドイツ社会民主党（SPD）、野党同盟90/緑の党、左翼党からは支持の声が出るなど、議論は錯綜した。カトリック教会のヴァルター・ミクサ・アウクスブルク司教は猛反対したのに対し、ベルリン枢機卿ゲオルク・シュテルツィンスキーやドイツ福音主義教会（プロテスタント）の常議員会議長マルゴート・ケースマンは賛意を示した。しかし、フォン・デア・ライエンの提案は連立内の委員会で審議停止とされた。
雑誌デア・シュピーゲルでのクリスタ・ミュラー（元財務相オスカー・ラフォンテーヌの当時の妻で、左翼党ザールラント州家族政策広報官）との論争で、ミュラーは「保育所は子供の情操上好ましくない」とフォン・デア・ライエンの政策を批判し、ミクサ司教による批判に同調した。このため左翼党内でもミュラーを批判する声が上がった。

#### インターネット規制

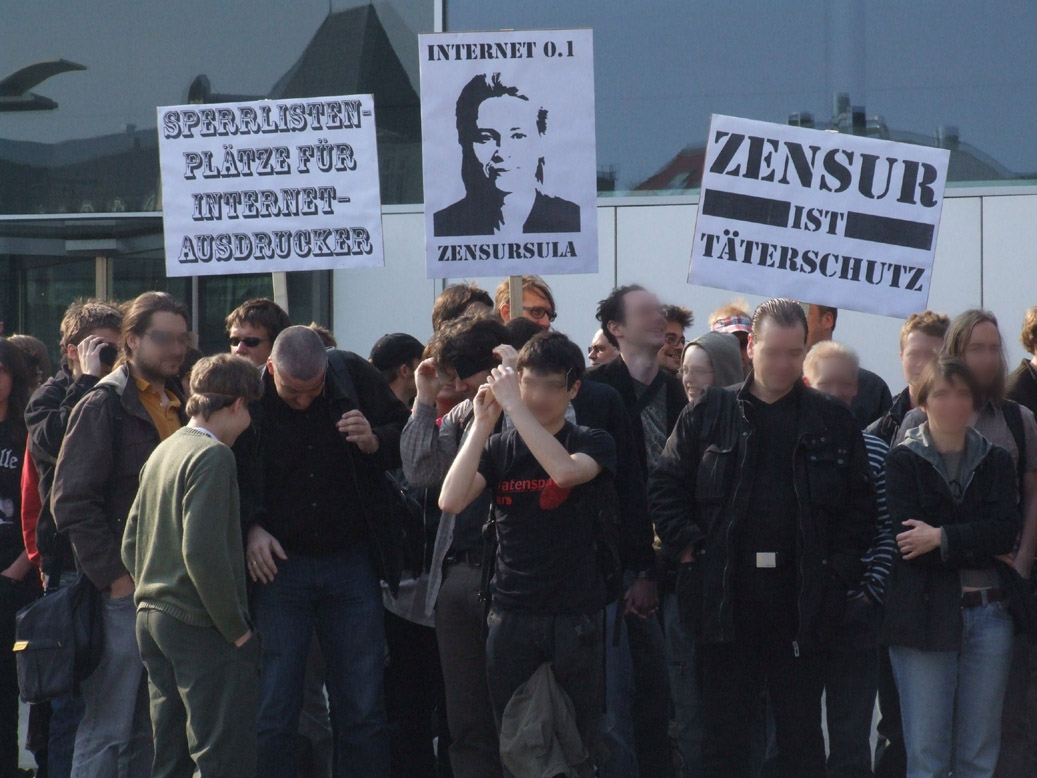
インターネット規制に反対するデモ（2009年3月）

2009年には児童ポルノ規制のためインターネット規制を強化することを提案して大きな議論を巻き起こした。インターネットサービスプロバイダーに対して児童ポルノ提供サイトの基本的な秘密情報を連邦刑事局に提供することを義務づけるもので、法学者やIT専門家、人権活動家、被害者、被害者保護団体による議論を巻き起こした。この法律案は大統領ホルスト・ケーラーが署名を拒否したこともあり、2010年2月に取り下げられた。

### 労働・社会大臣
2009年ドイツ連邦議会選挙ではニーダーザクセン州の比例代表リストから当選してドイツ連邦議会議員に初当選した。
同年10月に成立した第2次メルケル内閣では、保健分野を外した家族相として留任する。保健相には自由民主党のフィリップ・レスラーが就任した。同年11月、労働・社会相フランツ・ヨーゼフ・ユングが国防相当時の不祥事の責任を取って辞任したため、その後任に転じた。

### 国防大臣と首相候補としての挫折
2013年に発足した第3次メルケル内閣では、重要閣僚である連邦国防大臣に、女性として初めて就任した。
2018年に発足した第4次メルケル内閣でも国防相に留任する。
当初はメルケルの有力な後継者候補と目されていたが、連邦軍の装備と即応体制の杜撰さや国防省での相次ぐスキャンダルで人気は大きく低下。SPDのマルティン・シュルツ（元欧州議会議長）からは「最も弱い閣僚」と酷評された。また、上昇志向の強さがCDU党内でも忌避され、「ポスト・メルケル」のレースからは完全に脱落していった。
そこでメルケルは、国内では不人気のフォンデアライエンに欧州委員長ポストを与えて長年の功に報いると共に、国防相に新たな後継者候補を据えて政権浮揚を模索するようになる。

### 欧州委員会委員長

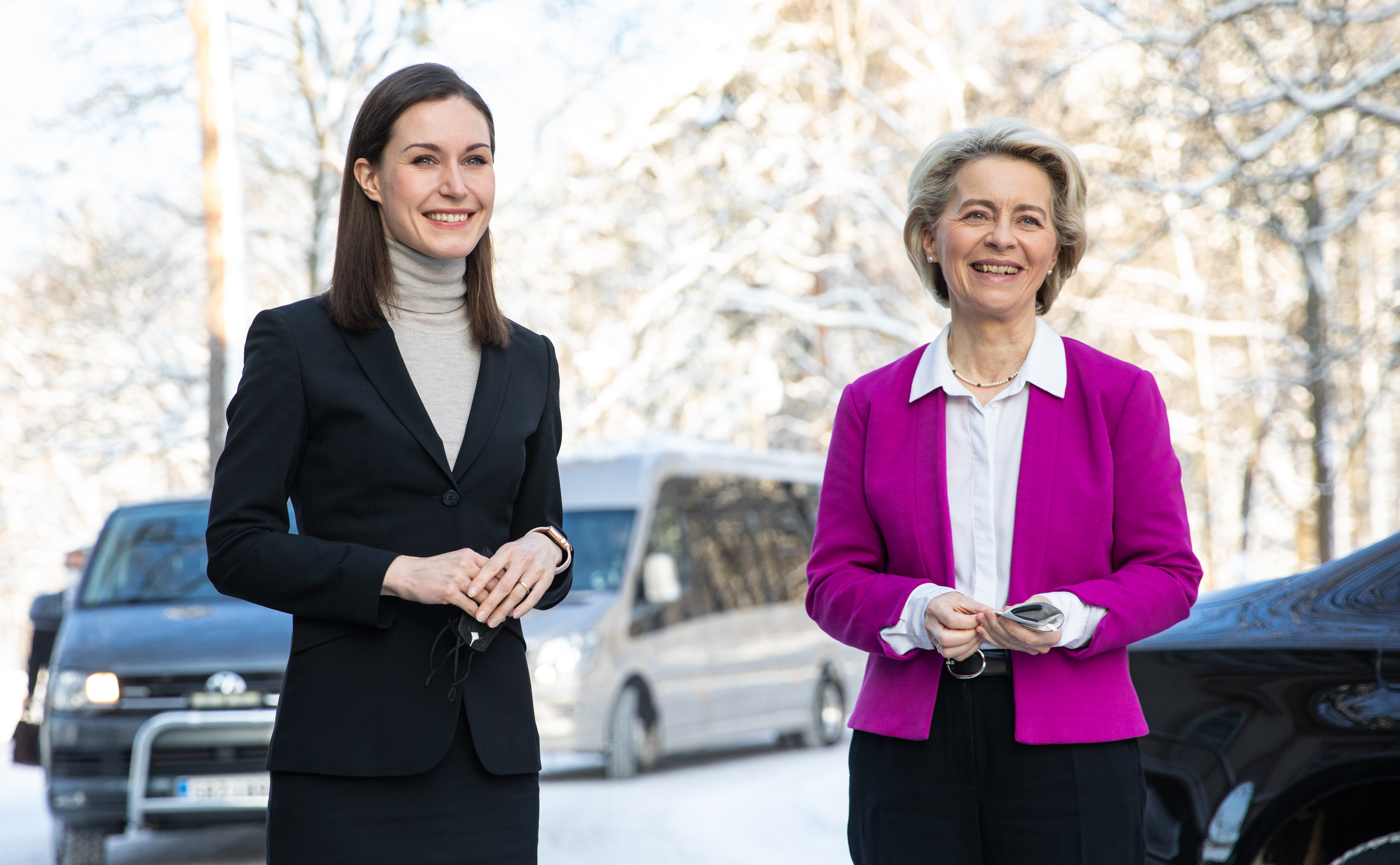
フィンランドのサンナ・マリン首相とヘルシンキで会談（2022年2月3日）

第15代欧州委員会委員長の選出は、独仏間や東西間の対立により難航した。紆余曲折の後、ポーランドやハンガリーといった東欧諸国の支持により、2019年7月2日にブリュッセルで開催された欧州連合首脳会議にて、次期欧州委員長に指名された。
7月16日の欧州議会で賛成383票、反対327票の僅差で委員長就任が承認され、初の女性欧州委員長になることが正式に決定。383票は、決定に必要とされる374票を僅か9票上回ったに過ぎなかった。これを受けて連邦国防大臣を辞任。後任には当時メルケル後継の最有力候補と見做されていた、CDU党首のアンネグレート・クランプ＝カレンバウアーが就任した。
11月28日には欧州議会でフォンデアライエンを委員長とする欧州委員会の新体制が賛成461、反対151、棄権89票で承認され、フォンデアライエン体制が12月1日に発足することが決定した。
2019年末から始まったCOVID-19パンデミックは、翌年3月に欧州でも急拡大した。各国は自国民を守るためシェンゲン協定を一時停止して国境閉鎖を行い、フォンデアライエンはこれを批判したが、逆に非難を受けた。その後、医療や経済を支援する政策を取り決めた。
2021年、法の支配に反する法整備を進めるポーランドに対し、「EUの法秩序の一体性に対する真っ向からの挑戦だ」として資金提供停止を示唆した。2022年より、加盟国による法の支配の原則に対する違反が認められる場合に、当該加盟国へのEU予算執行の一時停止などの措置をとることができる規則が制定された。
米英豪によるAUKUS創設において、フランスがオーストラリアに潜水艦共同開発計画を破棄された際には、「加盟国の一つが許されない扱いを受けている」と批判した。
2022年ロシアのウクライナ侵攻が起きると、フォンデアライエンはウクライナ全面支持を表明。2月27日にはインタビューで「ウクライナはわれわれの一員。EUに加入してほしい」と述べた。これを受け、翌日にウクライナが特別な手続きですぐに加盟できるよう、EUに要請した。
しかしながら、現実的な問題としてコペンハーゲン基準を満たさず、加入候補国にもなれないウクライナが加入するのはEUの秩序を乱す行為であり、ミシェル欧州理事会議長は3月1日、ウクライナの立場に理解を示す一方で、「難しいだろう。各国の意見はさまざまだ」と述べた。また、エリック・マメル欧州委員報道官により、フォンデアライエンの発言は撤回された。
5月4日にはロシア産原油の段階的輸入禁止を提案した。これは多くの加盟国から支持を得たが、ロシア産に大きく依存しているハンガリーからは経済被害が大きすぎると反発を受け、代替案を求められた。
2024年6月27日に開催されたEU首脳会議において、任期満了の2024年12月以降も委員長を続投する方針が承認された。7月18日に欧州議会で賛成401票、反対284票で再任が承認され、同年10月より2期目に入った。
2025年1月3日、重い肺炎を患ったために同月前半に予定していた複数の対外的な公務を取りやめることが発表された。

## 人物
母語のドイツ語に加え、英語、フランス語に堪能である。これらはすべて、欧州委員会において作業文書の作成に用いられる言語でもある。
米経済誌フォーブスの「世界で最もパワフルな女性100人」では、2022年から3年連続で首位に選ばれている。
2025年には、欧州統合の理念に適う功績を挙げた人物に贈られるカール大帝賞を受賞した。
2024年11月20日には、リオデジャネイロで開かれた第19回20か国・地域首脳会合（G20サミット）からブリュッセルへの帰路の航空機内で、体調を崩した乗客の応急処置を行ったことが評価された。
欧州委員長（第一期）在任時には、理念やプロトコル、主導権を巡ってシャルル・ミシェル欧州理事会議長（当時）と対立。特に2021年4月のソファゲート事件以降は表面化し、その確執が伝えられた。
フォンデアライエンは現在、ニーダーザクセン州ハノーファー広域連合に含まれるブルクドルフのバインホルン市区に居住している。彼女と家族はハノーファー福音ルター派州教会に属している。
2025年7月23日、日本の慶應義塾大学から名誉博士号を授与された。

## 著書
- Ursula von der Leyen, Maria von Welser 共著『Wir müssen unser Land für die Frauen verändern.』

C. Bertelsmann Verlag|C. Bertelsmann, München März 2007, ISBN 978-3-570-00959-8
- Ursula von der Leyen, Liz Mohn 共著『Familie gewinnt.』

Bertelsmann-Stiftung, April 2007, ISBN 978-3-89204-927-2